# Нижегородский медицинский колледж
Нижегородский медицинский колледж — государственное бюджетное образовательное учреждение среднего профессионального образования Нижегородский области.

## История
Нижегородский медицинский колледж был основан в 1920 году, первым директором колледжа был Добротин С. П. В 2008 году, по распоряжению Правительства Нижегородской области к колледжу были присоединены Нижегородские медицинские училища № 2 и № 3. Также у колледжа есть 4 филиала: Павловский, Лысковский, Дзержинский, Городецкий. В соответствии с распоряжением Правительства Нижегородской области от 16 октября 2013 года и приказом Министерства Здравоохранения Нижегородской области от 17.10.2013 № 2531 ГБПОУ НО «НМК» реорганизован путём присоединения к нему в качестве структурного подразделения «Нижегородский медицинский колледж», а также в качестве филиалов «Богородский медицинский колледж» и «Ветлужское медицинское училище (техникум)».

## Направления подготовки специалистов среднего звена
- Сестринское дело[4]
- Лечебное дело
- Акушерское дело
- Лабораторная диагностика
- Медико-профилактическое дело
- Стоматология профилактическая
- Стоматология ортопедическая
- Фармация
- Медицинский массаж (для обучения лиц с ограниченными возможностями здоровья по зрению)

## Директора
- Добротин С. П.
- Немцов М. Ф.
- Винокуров Г. В.
- Муляр А. К. (с 1942 по 1975)
- Сальцев Г. М. (с 1975 по 1995)
- Разумовский А. В. (с 1995 по 1996)
- Смирнов В. П. (с 1996 по 2014)
- Гречко В. Н. (с 2014 по настоящее время)